# Gran Libro del Debito pubblico
Gran Libro del Debito  pubblico è l'insieme dei registri in cui lo Stato (in particolare quello italiano) annota i prestiti emessi con le iscrizioni relative.

## Storia
Per quello che riguarda il Regno d'Italia, il Gran Libro del Debito pubblico venne istituito dalla legge n° 94 del 10 luglio 1861 ("Legge colla quale è istituito il Gran Libro del Debito pubblico del Regno d'Italia"). Ad essa fece seguito, poche settimane dopo, la legge n° 174 del 4 agosto 1861 ("Legge d'unificazione dei Debiti pubblici d'Italia"), con la quale venivano iscritti nel "Gran Libro" i Debiti pubblici dei vari Stati preunitari.
Questi provvedimenti, voluti dal conte Pietro Bastogi, costituirono i primi provvedimenti tendenti ad unificare le finanze del neonato Stato italiano.
Il debito ammontava a circa 2 374 milioni così ripartiti:
- Stati sardi: 1 292 milioni
- Lombardia: 152 milioni
- Parma: 12 milioni
- Modena: 18 milioni
- Romagna: 19 milioni
- Marche: 5 milioni
- Umbria: 7 milioni
- Toscana: 139 milioni
- Napoli: 522 milioni
- Sicilia: 209 milioni

Questi debiti vennero convertiti per lo più in rendita consolidata al 5%.

## Evoluzione successiva
In epoca successiva il dipartimento del Tesoro che amministra il  debito pubblico ha abbandonato il termine Gran libro del debito pubblico.